# Bonferroni-Holms metod
Bonferroni-Holms metod är en metod för att anpassa den totala signifikansnivån i ett sekventiellt multipelt test. Metoden är namngiven efter Carlo Emilio Bonferroni och Sture Holm.
Antag att k nollhypoteser ska testas med en total signifikansnivå på α. Sortera alla tester med avseende på fallande p-värden och testa det minsta p-värdet mot α/k. Om p-värdet understiger α/k förkastas denna hypotes. Därefter testas det näst minsta p-värdet mot α/(k-1). Proceduren fortsätter till dess att den aktuella hypotesen inte kan förkastas, varvid alla kvarvarande hypoteser kommer att accepteras.